# Chlorochaeta signifera
Chlorochaeta signifera là một loài bướm đêm trong họ Geometridae.